# Cascada Bâlea
Cascada Bâlea, denumită și Urlătoarea Bâlei , este situată în Munții Făgărașului între vârfurile Moldoveanu și Negoiu, la peste 1200 m altitudine. Este cea mai mare cascadă în trepte din România, cu o cădere de 60 m, și marchează treapta inferioară a circului glaciar Bâlea. 
Accesul se poate face pe Transfăgărășan până la cabana Bâlea Cascadă iar de acolo pe jos circa 50 minute, drept până la cascadă, pe un traseu marcat cu punct roșu.

## Imagini

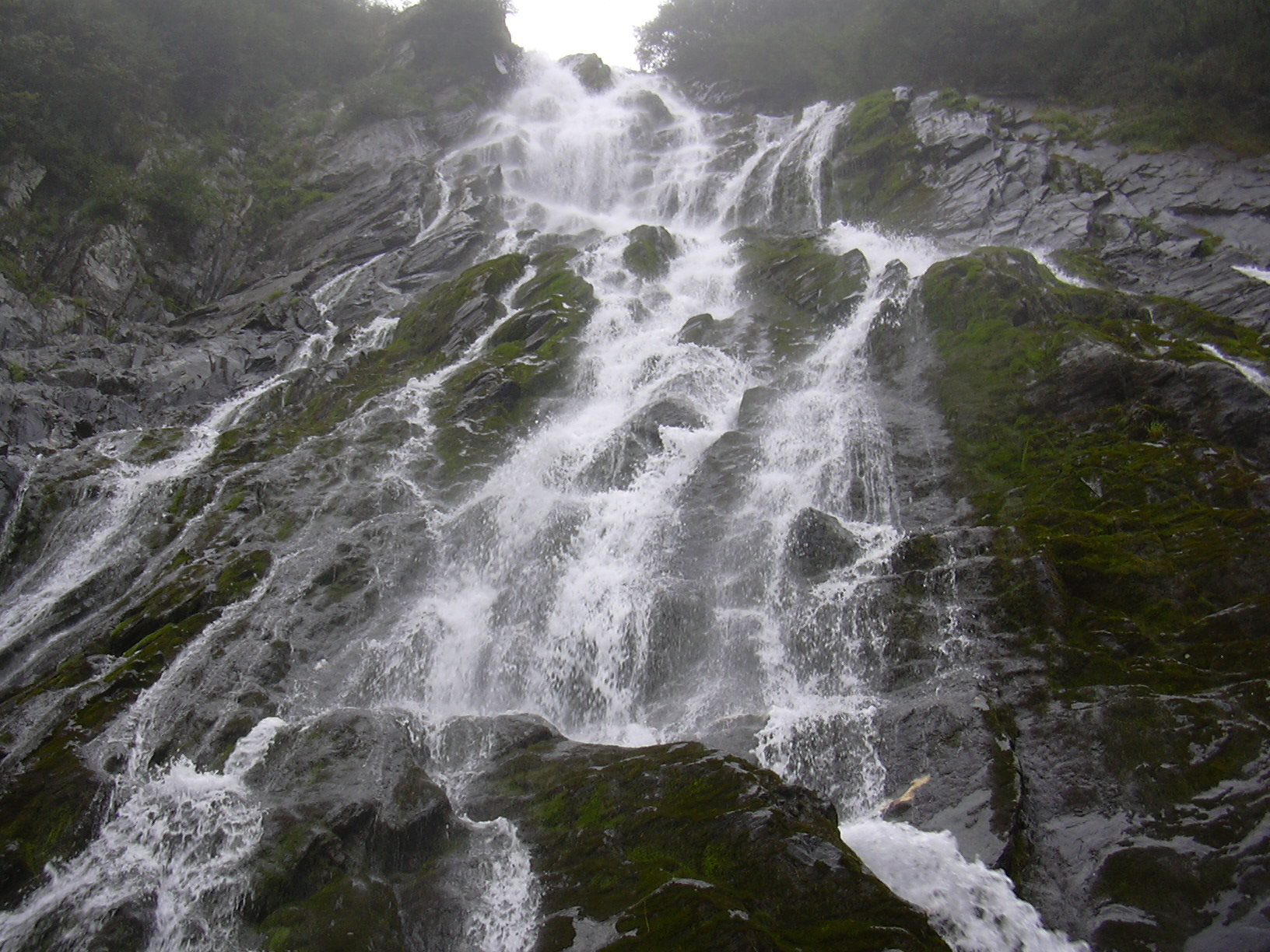
Cascada Bâlea
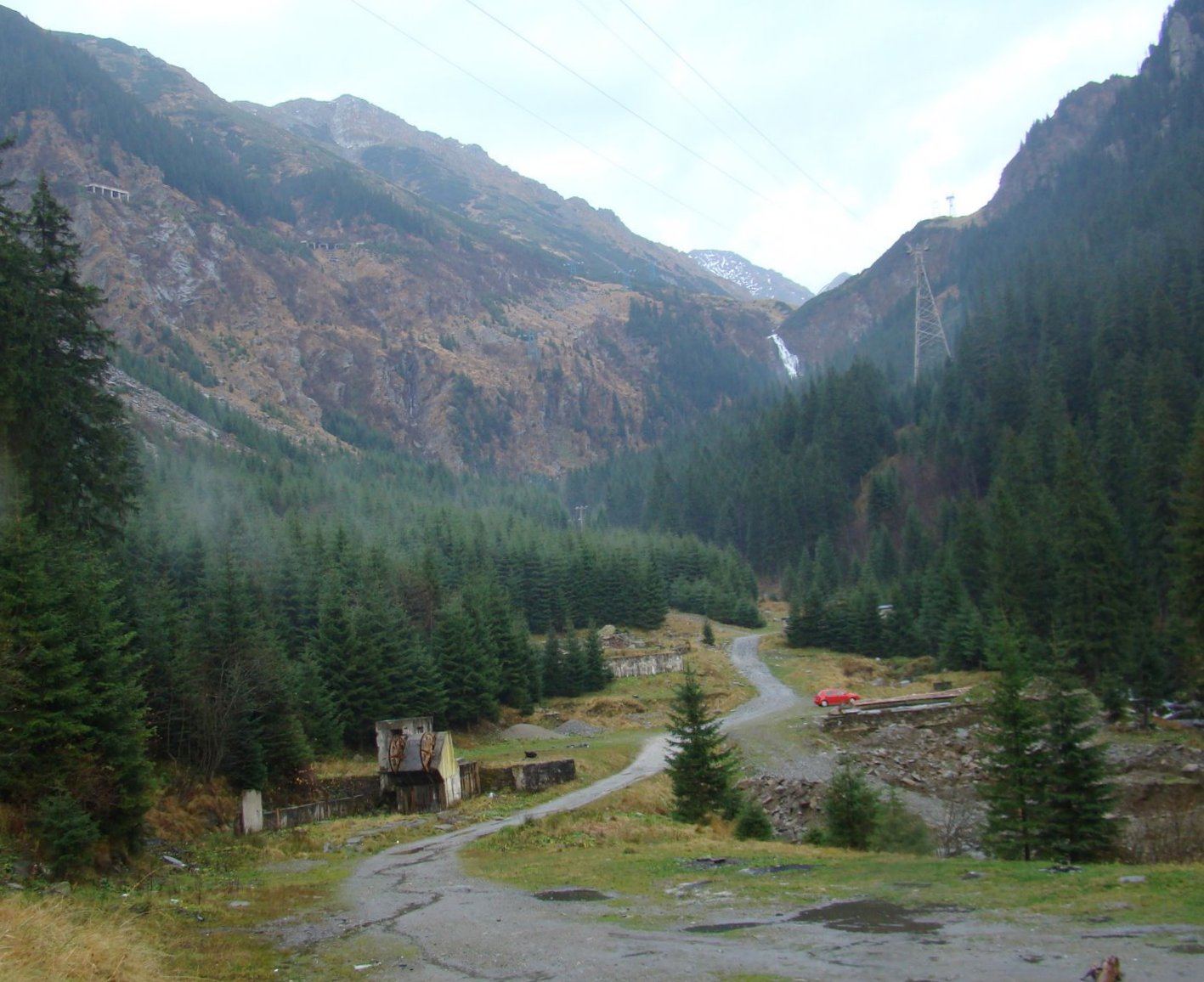
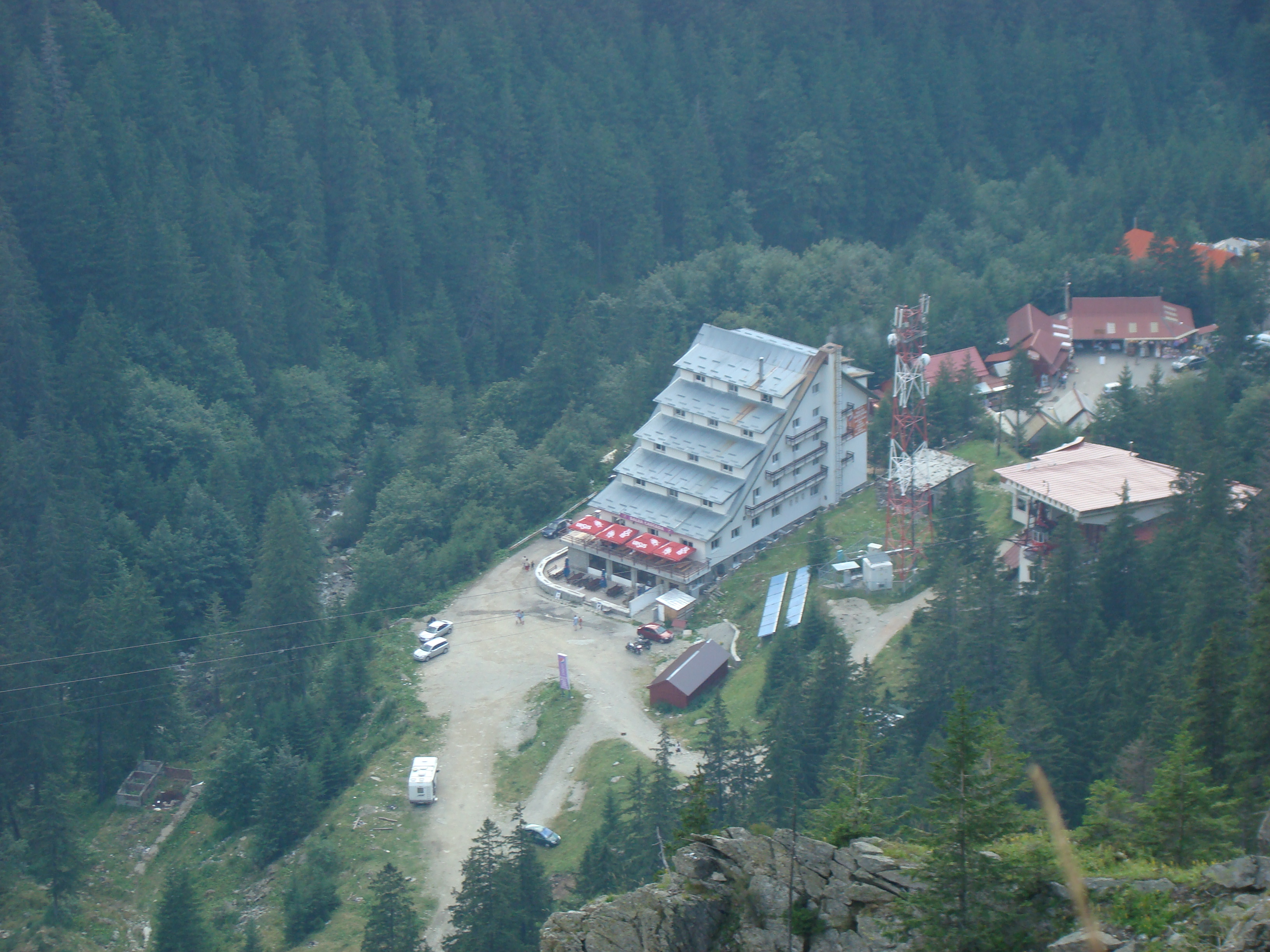
Punctul de plecare pentru traseul principal: cabana Bâlea Cascadă
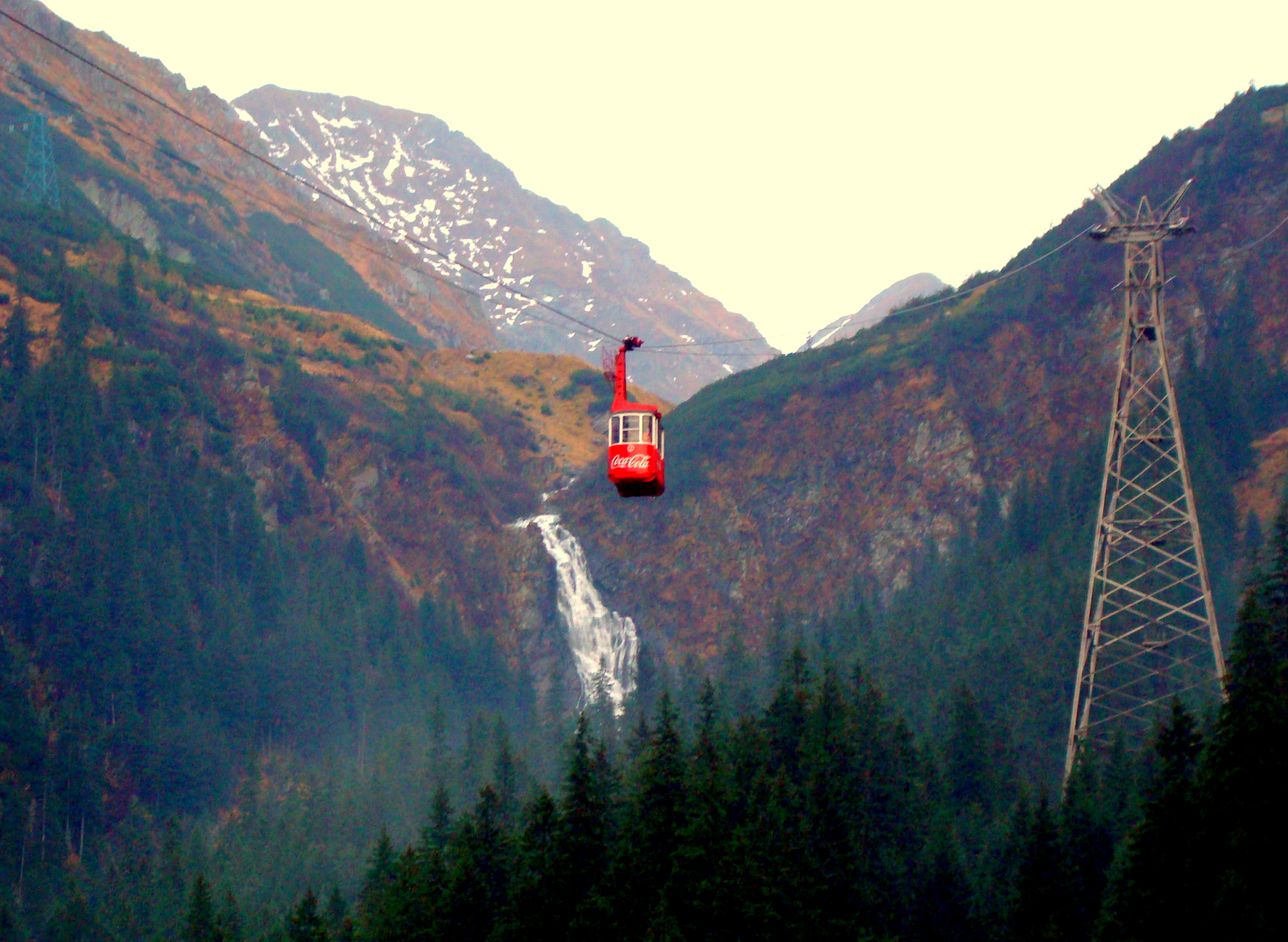
Telecabina Bâlea Lac – Bâlea Cascadă